# Illicium philippinense
Illicium philippinense är en tvåhjärtbladig växtart som beskrevs av Elmer Drew Merrill. Illicium philippinense ingår i släktet Illicium och familjen Schisandraceae. Inga underarter finns listade.